# Sinjsko polje
Sinjsko polje – polje w Chorwacji, położone na terenie Dalmacji.

## Opis
Jego wysokość waha się w przedziale 295–301 m n.p.m., a powierzchnia wynosi 64 km². Ma 12 km długości i szerokość do 7 km. Przez polje przepływa rzeka Cetina. W latach 50. i 60. XX wieku na jego terenie przeprowadzono prace melioracyjne, które umożliwiły rozwój rolnictwa. Uprawia się tu głównie kukurydzę, jęczmień, pszenicę i winorośl.
Największe miejscowości to Sinj, Glavice, Brnaze, Otok, Trilj, Košute i Turjaci. Przez polje przebiegają drogi Knin – Sinj – Brnaze – Split, Brnaze – Trilj – Imotski i Gornji Muć – Sinj – Bili Brig – Livno (Bośnia i Hercegowina). Niedaleko Sinja zlokalizowane jest lotnisko sportowe.